# Các quốc gia có thu nhập thấp
Các quốc gia có thu nhập thấp theo cách phân loại của Ngân hàng Thế giới là những quốc gia có tổng sản lượng quốc gia (GNI) trên đầu người từ mức 1,045 đô la Mỹ trở xuống. Năm 2020, trên thế giới có 27 quốc gia thuộc vào nhóm này.

## Châu Á
Afghanistan, Cộng hòa Dân chủ Nhân dân Triều Tiên, Syria, Yemen.

## Châu Phi
Burkina Faso, Burundi, Cộng hòa Trung Phi, Chad, Congo, Eritrea, Ethiopia, Gambia, Guinea, Guinea-Bissau, Liberia, Madagascar, Malawi, Mali, Mozambique, Niger, Rwanda, Sierra Leone, Somalia, Sudan, Nam Sudan, Togo, Uganda.
- Nhiều quốc gia trong số các quốc gia kể trên còn được Liên Hợp Quốc xếp vào nhóm các quốc gia kém phát triển nhất.